# Jacinto Quincoces
Jacinto Quincoces (Barakaldo, 17 de julho de 1905 - Valência, 10 de maio de 1997) foi um futebolista e técnico espanhol. Ele competiu na Copa do Mundo FIFA de 1934, sediada na Itália, na qual a seleção de seu país terminou na quinta colocação dentre os 16 participantes.
Sua carreira em clubes jogou somente pelo Deportivo Alavés e Real Madrid. Era considerado um dos melhores zagueiros no período das décadas de 20 e 30 no futebol espanhol.
Como técnico, treinou diversos clubes espanhóis entre eles o Valencia, Real Madrid, Atlético de Madrid e Real Zaragoza, além da seleção espanhola em 1945.